# Galerie militaire du Palais d'Hiver

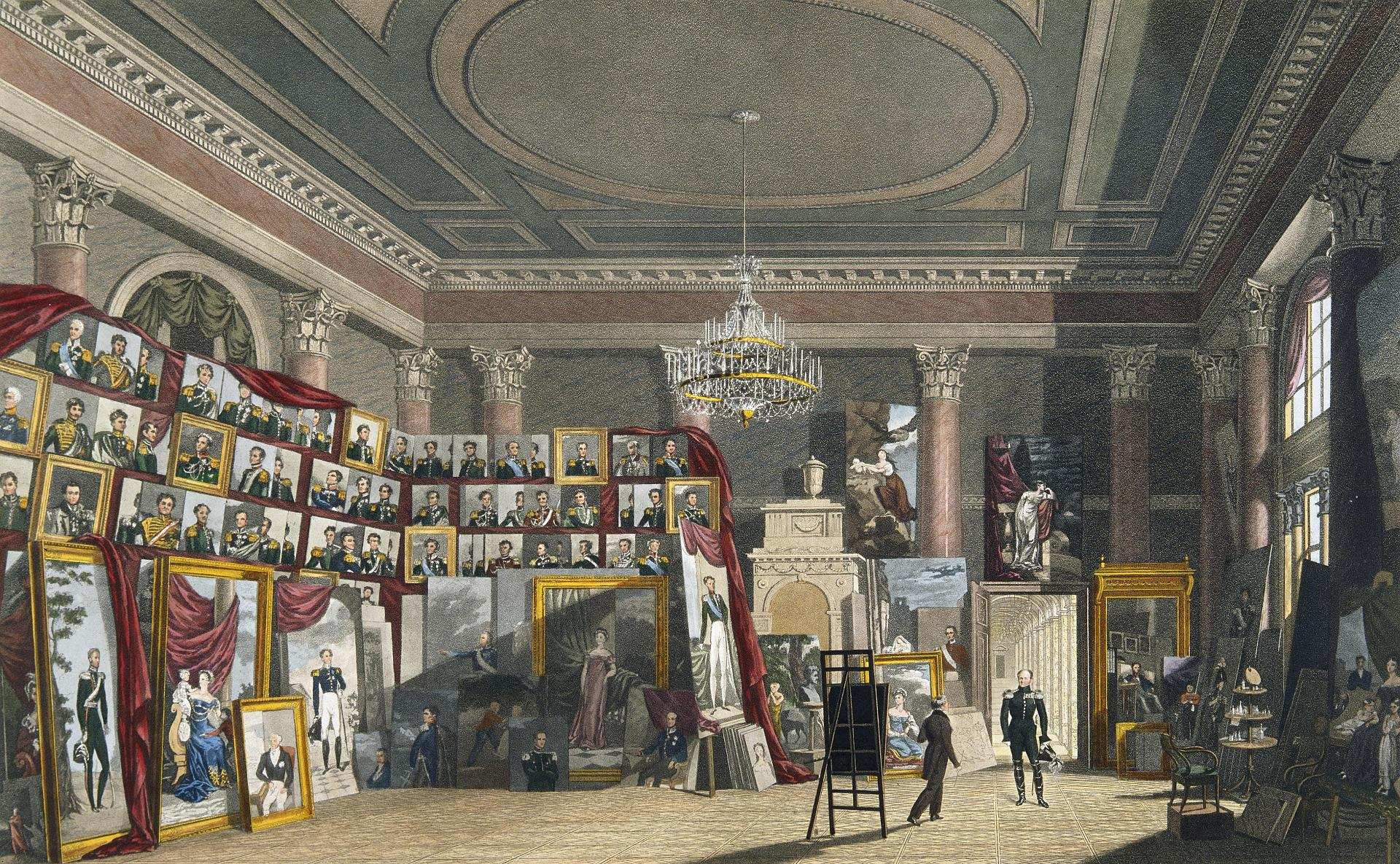
Alexandre Ier, empereur de Russie visitant l'atelier de George Dawe au Palais d'Hiver.

La galerie militaire (en russe : Военная галерея, voïennaïa galeria) est une galerie du Palais d'Hiver à Saint-Pétersbourg dans laquelle sont exposés 322 portraits de participants à la Guerre patriotique de 1812.

## Historique
La galerie a été inspirée par l'une des salles du Château de Windsor consacrée à la Bataille de Waterloo où étaient exposés des portraits de participants à la Bataille de Leipzig (1813). Alexandre Ier (empereur de Russie) imagina une exposition semblable pour les généraux  ayant participé à la Guerre patriotique de 1812.
Afin d'adapter les locaux à la présentation de plusieurs centaines de portraits on fit appel à l'architecte Carlo Rossi qui dirigea les travaux de juin à novembre 1826. Ceux-ci consistèrent essentiellement à réunir plusieurs petites pièces situées entre la galerie blanche et la grande salle du trône.
Le jour de l'inauguration le 25 décembre 1826 de nombreux tableaux n'avaient pas encore été peints et à leur place se trouvaient des cadres recouverts de reps vert avec les noms des généraux dont le portait occuperait l'emplacement. Actuellement treize cadres sont encore recouverts de ce tissu car on n'a pas retrouvé les toiles devant y figurer.
George Dawe aidé par Vilguelm Golike (ru) (1802-1848) et Aleksandr Poliakov (ru) (1801-1835) mirent dix ans pour honorer la commande (1819-1829). On y trouve aussi des œuvres de Franz Krüger et de Johann Peter Krafft. Ainsi trois cent trente-six portraits de 70 × 62,5 cm recouvrent les murs de cette galerie auxquels il faut ajouter les treize cadres n'ayant pas d'image et sept tableaux de grandes dimensions dont le plus petit a pour mesure 317 × 185 cm.

## Emplacement de la galerie

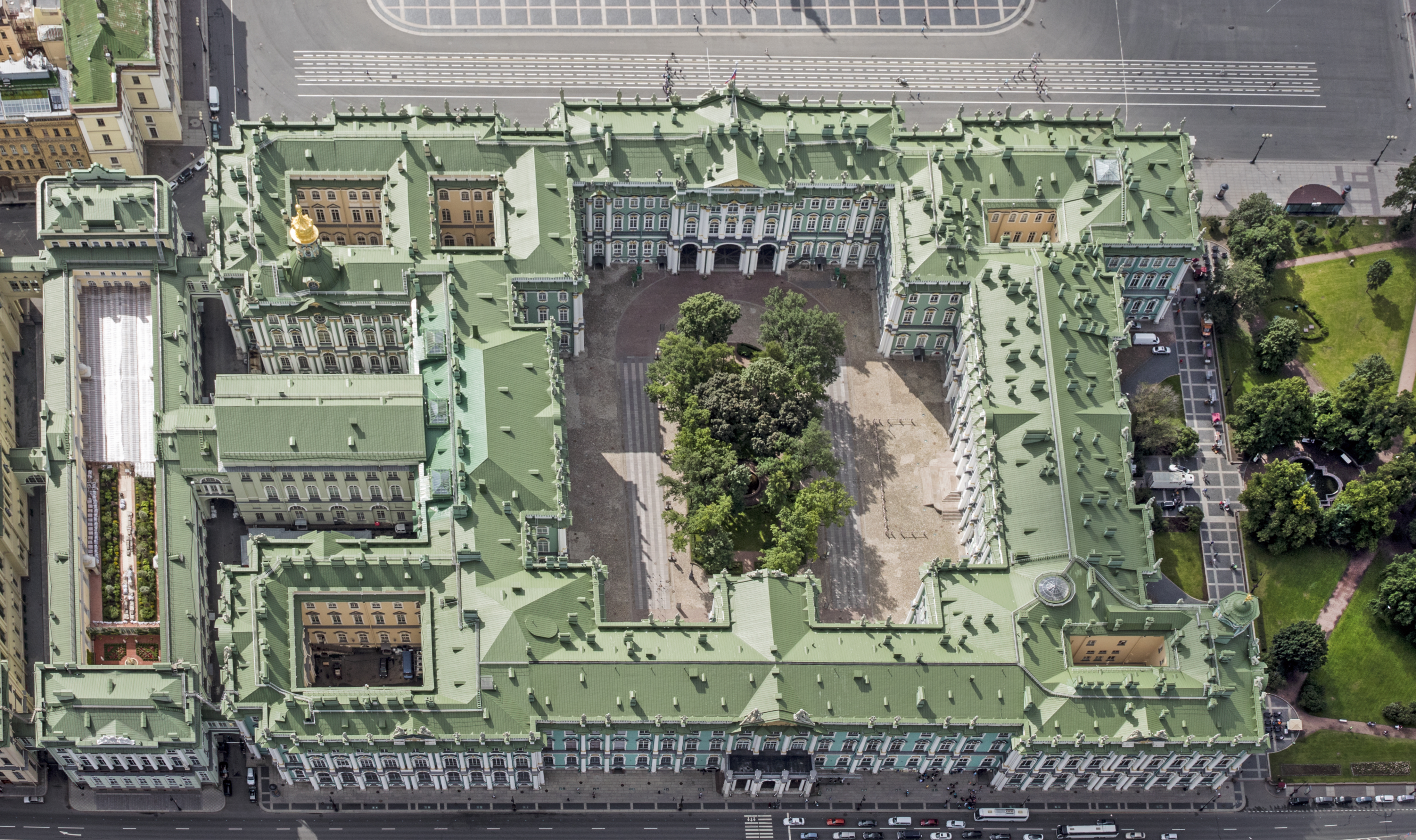
Vue aérienne du Palais d'Hiver.
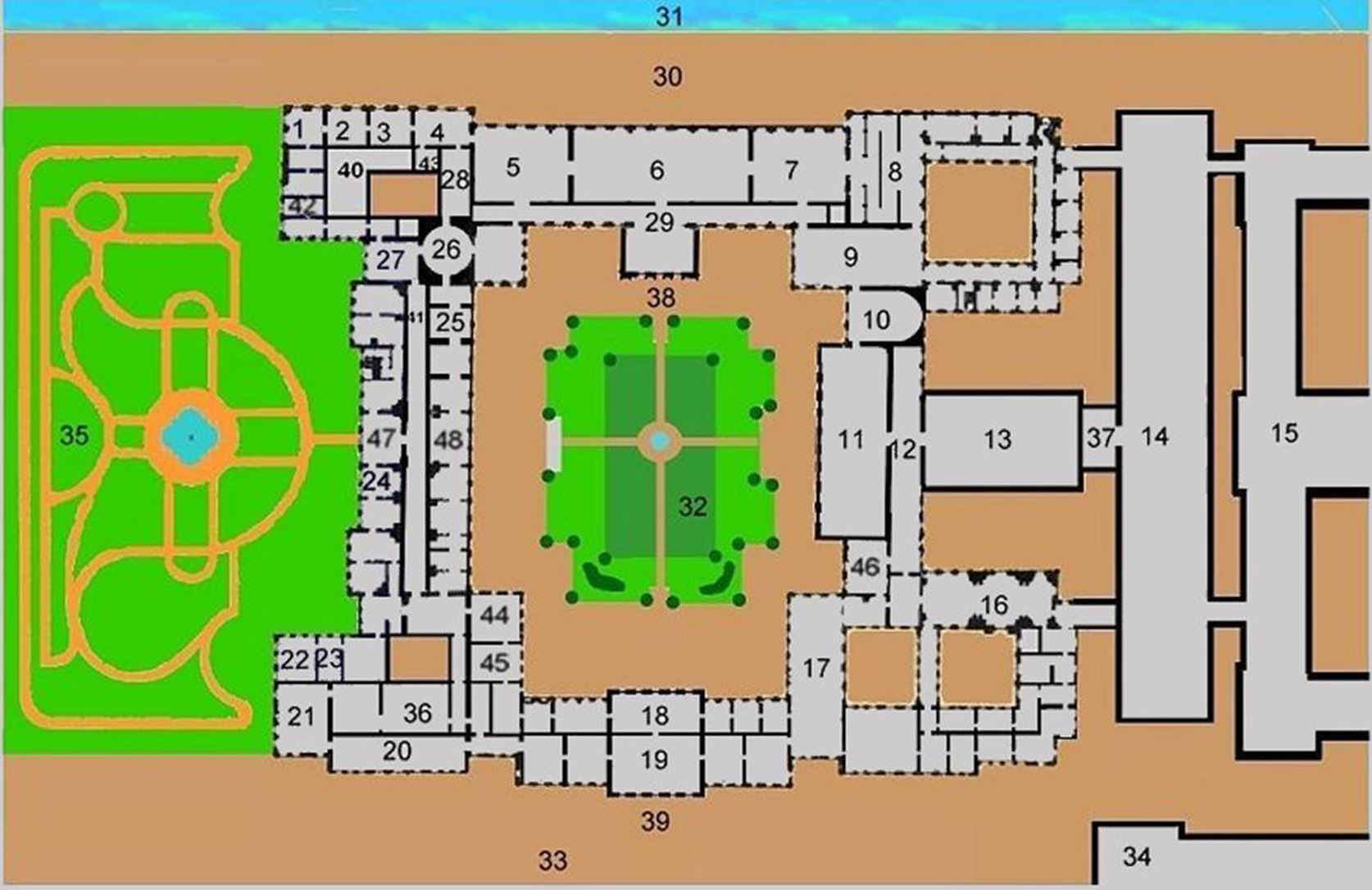
Plan simplifié du Palais d'Hiver.

Sur le plan, la galerie de la Guerre patriotique de 1812 est indiquée par le numéro 14 pour la légende du document alors que c'est la salle 197. La vue aérienne du Palais d'hiver est prise du côté de la Neva mais le plan a été dressé pour quelqu'un se trouvant sur la place du palais, c'est-à-dire du côté opposé donc l'emplacement de cette galerie est inversé lorsqu'on passe d'une image à l'autre.

## Les œuvres
Les liens renvoient au Dictionnaire des généraux russes ayant participé aux hostilités contre l'armée de Napoléon Bonaparte en 1812-1815 qui contient 540 biographies enrichies par les commentaires rédigés article par article par Aleksandr Aleksandrovitch Podmazo (ru). 343 ont servi pour la partie encyclopédique de cette page.

## Disposition

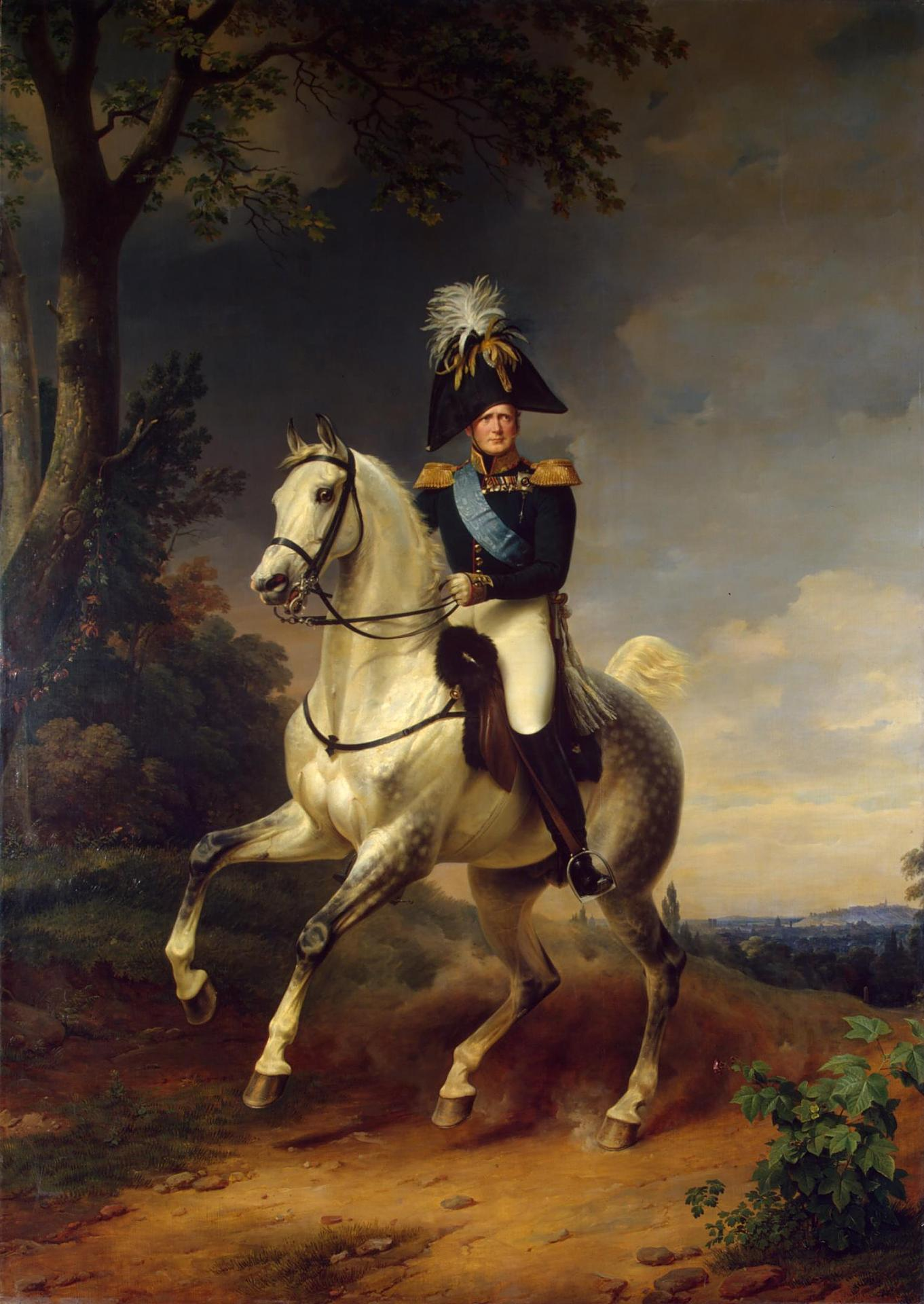
Portrait équestre d'Alexandre Ier par Franz Krüger au fronton de la galerie.

| Côté gauche                                                                     | Côté gauche                                                                     | Côté gauche                                                                     | Côté gauche                                                                     | Côté gauche                                                                     | Côté droit                                                   | Côté droit                                                   | Côté droit                                                   | Côté droit                                                   | Côté droit                                                   |
| 5e rang                                                                         | 4e rang                                                                         | 3e rang                                                                         | 2e rang                                                                         | 1er rang                                                                        | 1er rang                                                     | 2e rang                                                      | 3e rang                                                      | 4e rang                                                      | 5e rang                                                      |
| I.N. Essen                                                                      | V.D. Ilovaïski (ru)                                                             | I.I. Alekseïev                                                                  | Eugène de Wurtemberg                                                            | A.P. Ożarowski (ru)                                                             | D.V. Vassiltchikov (ru)                                      | I.M. Douka                                                   | V.G. Kostenetski (ru)                                        | S.Kh. Stavrakov (ru)                                         | A.P. Koutouzov (ru)                                          |
| M.F. Vlodek (ru)                                                                | D.I. Pychnitski (ru)                                                            | A.I. Talyzine (ru)                                                              | A. Michaud de Beauretour                                                        | M.I. Platov                                                                     | Alexandre de Wurtemberg                                      | F.F. Dovre (ru)                                              | P.A. Filissov (ru)                                           | I.P. Rossi (ru)                                              | A.S. Kologrivov (ru)                                         |
| A.A. Protassov (ru)                                                             | K.B. Knorring                                                                   | A.V. Voeïkov (ru)                                                               | A.A. Araktcheïev                                                                | P.M. Volkonsky                                                                  | P. v. Suchtelen                                              | P.A. Kozen (ru)                                              | N.G. Chtcherbatov                                            | I.D. Pantchoulidzev (ru)                                     | A.B. Fok (ru)                                                |
| Z.D. Olsoufiev                                                                  | R.E. Renny (ru)                                                                 | P.I. Ivelitch (ru)                                                              | F. v. Löwis of Menar                                                            | M.A. Miloradovitch                                                              | N.M. Borozdine                                               | D.P. Rezvy (ru)                                              | Kh.I. Trouzson (ru)                                          | A.P. Nikitine (ru)                                           | N.V. Kretov (ru)                                             |
| G.A. Chostakov (ru)                                                             | N.D. Olsoufiev (ru)                                                             | I.A. Veliaminov (ru)                                                            | D. v. Tuyll v. Serooskerken (ru)                                                | P. Wittgenstein                                                                 | D.V. Golitsyne                                               | S.S. Andreïevski                                             | N.V. Dekhterev (ru)                                          | M.A. Arseniev                                                | I.N. Galatte (ru)                                            |
| V.N. Chenchine (ru)                                                             | E.E. Gamper (ru)                                                                | E.I. Olenine (ru)                                                               | C. v. Budberg (ru)                                                              | F. v. Osten-Sacken                                                              | I.F. Paskevitch                                              | F. v. Korff (ru)                                             | A.A. Bachilov                                                | G. v. Helffreich (ru)                                        | Ie.I. Vlastov (ru)                                           |
| P.N. Ouchakov (ru)                                                              | A.I. Goudovitch (ru)                                                            | P.A. Tchitcherine (ru)                                                          | K. Oppermann (ru)                                                               | L. v. Bennigsen                                                                 | G. Emmanuel                                                  | K. v. Benckendorff                                           | N.N. Khovanski (ru)                                          | P.K. Essen                                                   | N.F. Iemelianov (ru)                                         |
| Portrait équestre de François Ier (empereur d'Autriche) par Johann Peter Krafft | Portrait équestre de François Ier (empereur d'Autriche) par Johann Peter Krafft | Portrait équestre de François Ier (empereur d'Autriche) par Johann Peter Krafft | Portrait équestre de François Ier (empereur d'Autriche) par Johann Peter Krafft | Portrait équestre de François Ier (empereur d'Autriche) par Johann Peter Krafft | Portrait équestre de Frédéric-Guillaume III par Franz Krüger | Portrait équestre de Frédéric-Guillaume III par Franz Krüger | Portrait équestre de Frédéric-Guillaume III par Franz Krüger | Portrait équestre de Frédéric-Guillaume III par Franz Krüger | Portrait équestre de Frédéric-Guillaume III par Franz Krüger |
| I.E. Trochtchinski (ru)                                                         | S.N. Ouchakov (ru)                                                              | A.I. Gresser (ru)                                                               | I.S. Leontiev (ru)                                                              | S.N. Lanskoï (ru)                                                               | V.V. Levachov                                                | K. v. Toll                                                   | M.K. Kryjanovski (ru)                                        | N.D. Koudachev (ru)                                          | M. de Damas                                                  |
| T.I. Zbievski (ru)                                                              | G.G. Engelhardt (ru)                                                            | P.I. Kornilov (ru)                                                              | Léopold Ier                                                                     | N.G. Repnine-Volkonski                                                          | A.I. Gortchakov                                              | V.D. Laptev (ru)                                             | A.P. Ouroussov (ru)                                          | I.S. Jevakhov (ru)                                           | L.O. Rot (ru)                                                |
| A.A. Karpov (ru)                                                                | A.Ia. Patton (ru)                                                               | V.V. Iechine (ru)                                                               | A.N. Ryleïev (ru)                                                               | A.D. Balachov                                                                   | D.V. Choukhanov (ru)                                         | G. v. Staal (ru)                                             | A.N. Berdiaev                                                | A.S. Jemtchoujnikov (ru)                                     | A.A. Iourkovski (ru)                                         |
| M.D. Balk                                                                       | Ia.Ie. Guine (ru)                                                               | A.I. Tsvilenev (ru)                                                             | G.I. Lissanevitch (ru)                                                          | P.A. Tolstoï                                                                    | D.M. Iouzefovitch (ru)                                       | M.I. Mezentsov (ru)                                          | E.A. Golovine (ru)                                           | A.A. Pissarev (ru)                                           | N.M. Sipiaguine (ru)                                         |
| S.S. Pototski (ru)                                                              | A.Ia. Roudzevitch (ru)                                                          | S.F. Jeltoukhine (ru)                                                           | I.O. Soukhozanet (ru)                                                           | A.I. Tchernychev                                                                | A.L. Voïnov (ru)                                             | C. v. Sievers                                                | A.I. Gamen (ru)                                              | F.I. Sanders (ru)                                            | C. v. Gersdorff (ru)                                         |
| G. v. Saß (ru)                                                                  | E.I. Markov                                                                     | A.P. Velikopolski (ru)                                                          | G.P. Vesselitski (ru)                                                           | N.A. Toutchkov                                                                  | F. v. Steinheil                                              | A.V. Ilovaïski (ru)                                          | F. v. Wintzingerode                                          | P. Neidhardt (ru)                                            | V.P. Obolenski (ru)                                          |
| B.I. Kniajnine (ru)                                                             | V.I. Karataïev (ru)                                                             | P.P. Tourtchaninov (ru)                                                         | P. v.d. Pahlen                                                                  | P.M. Kaptsevitch (ru)                                                           | D.M. Mordvinov (ru)                                          | A.F. Chtcherbatov                                            | A.S. Oumanets (ru)                                           | N.V. Vassiltchikov (ru)                                      | M.A. Chkapski (ru)                                           |
|                                                                                 | C. v.d. Pahlen (ru)                                                             | E.E. Udam (ru)                                                                  | P.I. Merline (ru)                                                               | F.A. Loukov (ru)                                                                | A.P. Iermolov                                                | A.N. Seslavine                                               | D.S. Dokhtourov                                              | A.A. Toutchkov (ru)                                          |                                                              |
| Constantin Pavlovitch de Russie par Thomas Wright et George Dawe                | Constantin Pavlovitch de Russie par Thomas Wright et George Dawe                | Constantin Pavlovitch de Russie par Thomas Wright et George Dawe                | Constantin Pavlovitch de Russie par Thomas Wright et George Dawe                | Mikhaïl Koutouzov par George Dawe                                               | Mikhaïl Koutouzov par George Dawe                            | Mikhaïl Koutouzov par George Dawe                            | Mikhaïl Koutouzov par George Dawe                            |                                                              |                                                              |
| O.F. Knorring (ru)                                                              | M.N. Ryleïev (ru)                                                               | D.D. Kourouta (ru)                                                              | Vassili Orlov-Denissov                                                          | P.I. Bagration                                                                  | D.V. Davidov                                                 | F.P. Ouvarov                                                 | Ia.P. Koulnev                                                |                                                              |                                                              |
| Porte de la salle de Saint-Georges                                              | Porte de la salle de Saint-Georges                                              | Porte de la salle de Saint-Georges                                              | Porte de la salle de Saint-Georges                                              | Porte de la salle de Saint-Georges                                              | Porte de la salle des armoiries                              | Porte de la salle des armoiries                              | Porte de la salle des armoiries                              | Porte de la salle des armoiries                              | Porte de la salle des armoiries                              |

## Deuxième section
| Côté gauche                                    | Côté gauche                                    | Côté gauche                                    | Côté gauche                                    | Côté gauche                             | Côté droit                              | Côté droit                              | Côté droit                              | Côté droit                  | Côté droit              |
| 5e rang                                        | 4e rang                                        | 3e rang                                        | 2e rang                                        | 1er rang                                | 1er rang                                | 2e rang                                 | 3e rang                                 | 4e rang                     | 5e rang                 |
|                                                | V.T. Denissov (ru)                             | S.A. Khilkov (ru)                              | I.A. Potiomkine (ru)                           | A.P. Tormassov                          | P.P. Konovnitsyne                       | A.I. Ostermann-Tolstoï                  | V.G. Madatov                            | S.G. Volkonski              |                         |
| Arthur Wellesley de Wellington par George Dawe | Arthur Wellesley de Wellington par George Dawe | Arthur Wellesley de Wellington par George Dawe | Arthur Wellesley de Wellington par George Dawe | Michel Barclay de Tolly par George Dawe | Michel Barclay de Tolly par George Dawe | Michel Barclay de Tolly par George Dawe | Michel Barclay de Tolly par George Dawe |                             |                         |
| I.M. Vadbolski (ru)                            | C. v. Kreutz                                   | N.F. Titov (ru)                                | P.A. Chouvalov (ru)                            | N.N. Raïevski                           | D. P. Neverovski                        | D.I. Kouteïnikov (ru)                   | I.S. Dorokhov (ru)                      |                             |                         |
| F. de Poncet (ru)                              | R.I. Bagration                                 | V.P. Mezentsev (ru)                            | J. v. Sievers                                  | I.L. Chakhovskoï (ru)                   | D.D. Chepelev (ru)                      | I.N. Inzov                              | L. v. Wallmoden                         | F.P. Aleksopol              | T.D. Grekov (ru)        |
| F.V. Zvarykine (ru)                            | G.A. Loukovkine (ru)                           | T. de Goguel                                   | S.G. Gangueblov (ru)                           | H. v. Diebitsch                         | I.V. Sabaneïev (ru)                     | F.V. Sazonov (ru)                       | D.V. Lialine (ru)                       | A.P. Tourtchaninov (ru)     | P.V. Denissiev (ru)     |
| K. Clodt v. Jürgensburg (ru)                   | Ch. Pozzo di Borgo                             | F.F. Rozen (ru)                                | P.I. Kabloukov (ru)                            | I.N. Dournovo (ru)                      | M.S. Vorontsov                          | S.D. Pantchoulidzev (ru)                | P.G. Likhatchiov (ru)                   | A. Peucker (ru)             | A.I. Balla (ru)         |
| A. v. Rüdinger (ru)                            | Ernest de Hesse-Philippsthal                   | M.F. Stavitski (ru)                            | S.I. Repninski (ru)                            | P. v.d. Pahlen                          | A. de Langeron                          | I.O. Witte                              | A. v. Bistram                           | N.A. Tchitcherine (ru)      | A.I. Krassovski (ru)    |
| M.M. Okoulov (ru)                              | N.V. Davydov (ru)                              | A.S. Glebov                                    | M.S. Vistitski (ru)                            | L.M. Iachvil (ru)                       | V.I. Kabloukov (ru)                     | B. Berg                                 | V.I. Garpe (ru)                         | J. v. Rehren (ru)           | A.M. Vsevolojski (ru)   |
| D.L. Ignatiev                                  | A.P. Teslev (ru)                               | A.I. Kniajnine (ru)                            | L.A. Narychkine                                | G. Berg                                 | F.N. Posnikov (ru)                      | F.I. Kniper (ru)                        | A.A. Bibikov                            | M.L. Treskine (ru)          | A.I. Markov (ru)        |
| N.I. Seliavine (ru)                            | I.T. Kozlianinov (ru)                          | D.P. Liapounov (ru)                            | I.D. Ilovaïski (ru)                            | I.T. Sazonov (ru)                       | A.S. Choulguine (ru)                    | A.I. Bartolomei                         | A.T. Maslov (ru)                        | I.K. Sokolovski (ru)        | M.N. Matsnev (ru)       |
| A.I. Gouriev (ru)                              | V.S. Rakhmanov (ru)                            | N.V. Vouitch (ru)                              | B.V. Polouektov (ru)                           | Ch. de Lambert                          | A.G. Chtcherbatov                       | P.P. Chreïder (ru)                      | T. v. Rüdiger                           | S.V. Diatkov (ru)           | G.Kh. Chele (ru)        |
| V.D. Rykov (ru)                                | N.M. Svetchine (ru)                            | M.E. Khrapovitski                              | P.P. Suchtelen (ru)                            | A. v. Benckendorff                      | D.A. Levine (ru)                        | P.I. Balabine (ru)                      | J. v. Poll (ru)                         | S.I. Repninski (ru)         | A.V. Bogdanovski        |
| P.P. Zagriajski                                | I.Z. Ierchov (ru)                              | M.I. Karpenko (ru)                             | A.V. Rozen (ru)                                | E. de Saint-Priest                      | I.K. O'Rourke (ru)                      | I.F. Kern (ru)                          | G.D. Ilovaïski (ru)                     | F.P. Naniï (ru)             | N.V. Ilovaïski (ru)     |
| N.D. Miakinine (ru)                            | P.M. Kolioubakine (ru)                         | K. v. Bistram                                  | P.A. Toutchkov                                 | P.V. Golenichtchev-Koutouzov            | N.I. Depreradovitch (ru)                | A.S. Tchalikov (ru)                     | O.V. Ilovaïski (ru)                     | O.I. Buchholz               | K.F. Kazatchkovski (ru) |
| A.A. Skalon (ru)                               | A.I. Iouchkov (ru)                             | I.F. Udam (ru)                                 | F.F. Ertel (ru)                                | E.I. Czaplic (ru)                       | P.F. Jeltoukhine (ru)                   | P.I. Benardos (ru)                      | P.A. Kikine (ru)                        | M.M. Volkov (ru)            | I.A. Khrouchtchov (ru)  |
| A.A. Iefimovitch (ru)                          | A.N. Potapov (ru)                              | G. Pilar v. Pilchau (ru)                       | A.P. Melissino (ru)                            | P.A. Stroganov                          | D.A. Delianov (ru)                      | A.I. Albrecht                           | I.F. Tchernozoubov (ru)                 | A. v. Saß (ru)              | I.G. Gueïdenreïkh (ru)  |
| F.A. Lindfors (ru)                             | K.F. Oldekop (ru)                              | G. v. Rosen                                    | K.F. Baggovout                                 | A.A. Zakrevski                          | A. de Jomini                            | K.M. Poltoratski (ru)                   | Nikolaï Soulima                         | I.E. Chevitch (ru)          | I.I. Palitsyne (ru)     |
| I.A. Argamakov                                 | B. v. Richter (ru)                             | F. v.d. Osten-Driesen (ru)                     | A.I. Koutaïssov (ru)                           | P.N. Tchoglokov (ru)                    | J. v. Lieven (ru)                       | L.A. Denissiev (ru)                     | I.D. Ivanov (ru)                        | I.V. Argamakov              | O.F. Dolon (ru)         |
| F.V. Nazimov (ru)                              | I.A. Nabokov                                   | Ie.Ia. Savoïni (ru)                            | K. v. Löwenstern (ru)                          | I.V. Vassiltchikov                      | A.N. Bakhmetev                          | F.I. Talyzine (ru)                      | M.F. Naoumov (ru)                       | S.E. Jevakhov (ru)          | Ie.A. Akhte             |
| K. v. Staal (ru)                               | E.V. Davydov                                   | P.S. Kaïssarov (ru)                            | G. v. Manteuffel (ru)                          | V.S. Troubetskoï (ru)                   | F. Paulucci                             | F.I. Mossolov (ru)                      | E.E. Staden (ru)                        | I.I. Meller-Zakomelski (ru) | N.I. Lavrov (ru)        |